# Йост, Кристиан
Кристиан Йост (Christian Jost), известный под сценическим псевдонимом Фальк Мария Шлегель (Falk Maria Schlegel) (род. 29 сентября 1975 г.) — немецкий музыкант, наиболее известный как клавишник пауэр-метал-группы Powerwolf.

## Карьера
Шленг начал в 1993 году в качестве клавишника прогрессивной трэш-метал группы The Experience, для альбома которой Insight он также создал оформление (layout). В 2002 году он присоединился к группе Red Aim, выступая под псевдонимами Рэй Китцлер (Ray Kitzler) и Рэй Фольвер (Ray Volver). В 2003 году вместе с другими участниками Red Aim Шлегель вошел в состав группы Powerwolf. Помимо игры на клавишных, он выполняет ключевые организационные и административные функции в группе: является основным связующим звеном между менеджментом, звукозаписывающим лейблом и букинг-агентством, а также координирует планирование туров, включая логистику реализации различных сценических конструкций и других аспектов подготовки и проведения гастролей.

## Личная жизнь
Проживает в районе Санкт-Йоханн (Sankt Johann) города Саарбрюккен (Saarbrücken). Среди своих основных музыкальных влияний он называет группы Iron Maiden, Black Sabbath, Candlemass, Forbidden, Nevermore и музыканта Глена Хансарда (Glen Hansard), а также является болельщиком футбольного клуба 1. FC Saarbrücken.

## Дискография

### В Powerwolf
Основная статья: Powerwolf discography
- Return in Bloodred (2005)
- Lupus Dei (2007)
- Bible of the Beast (2009)
- Blood of the Saints (2011)
- Preachers of the Night (2013)
- Blessed & Possessed (2015)
- The Sacrament of Sin (2018)
- Call of the Wild (2021)
- Interludium (2023)
- Wake Up the Wicked (2024)

### В Red Aim
- Flesh for Fantasy (2002)
- Niagara (2003)

### В The Experience
- Mental Solitude (1995)
- Realusion (1996)
- Insight (1999)
- Cid: Reflections of a Blue Mind (2001)